# Christoph Bergner
Pour les articles homonymes, voir Bergner.
Christoph Bergner, né le 24 novembre 1948 à Zwickau, est un homme politique allemand membre de l'Union chrétienne-démocrate d'Allemagne (CDU).
Il est élu député au Landtag de Saxe-Anhalt lors des premières élections régionales libres, en 1990, et devient un an plus tard président du groupe CDU. En 1993, il est désigné ministre-président du Land, à la tête d'une coalition noire-jaune, mais perd les élections de 1994 face à la gauche, qui forme un gouvernement minoritaire.
Redevenu président des députés CDU, il démissionne du parlement régional en 2001 et entre au Bundestag en 2002. Il est désigné, en 2006, secrétaire d'État parlementaire et délégué du gouvernement fédéral pour les Réfugiés et les Minorités nationales au ministère fédéral de l'Intérieur.
En 2011, il y ajoute les fonctions de délégué du gouvernement fédéral pour les Nouveaux Länder, fonction qu'il doit abandonner au bout de deux ans.

## Éléments personnels

### Études et formation
En 1967, il obtient son Abitur à la suite d'une formation professionnelle dans le domaine de l'élevage, puis étudie l'agriculture à Iéna et Halle. Il achève ses études quatre ans plus tard, et décroche un doctorat en 1974.
Cette même année, il obtient un poste de chercheur à l'Institut de biochimie des plantes de l'Académie des sciences de Halle.

### Vie privée
Au niveau familial, il est marié et père de trois enfants.

## Activité politique

### Au sein de la CDU
Adhérent de l'Union chrétienne-démocrate d'Allemagne de l'Est (CDU/DDR) à partir de 1971, il rejoint le Nouveau Forum (NF) en 1990, puis l'Union chrétienne-démocrate d'Allemagne (CDU) peu après.
Après avoir été vice-président fédéral de la CDU entre 1995 et 1998, il a siégé au comité directeur du Parti populaire européen (PPE) durant deux ans à compter de 1996.

### Au niveau régional
En 1990, il est élu député régional au Landtag de Saxe-Anhalt et est désigné porte-parole du groupe CDU. Il en prend la présidence l'année suivante.
Christoph Bergner est investi ministre-président du Land le 15 décembre 1993 à la tête d'une coalition noire-jaune. Le 26 juin 1994, il s'impose d'une très courte tête aux élections régionales, mais le Parti libéral-démocrate (FDP) est exclu du Landtag. Il abandonne son poste le 21 juillet suivant et prend la présidence du groupe CDU.
Réélu aux régionales de 1998, il démissionne en 2001.

### Au niveau fédéral
Le 22 septembre 2002, il devient député fédéral au Bundestag. Deux ans plus tard, il intègre le comité directeur du groupe CDU/CSU au Bundestag. Il conserve son siège à la suite des élections du 18 septembre 2005.
Peu après, le 23 novembre, Christoph Bergner est nommé secrétaire d'État parlementaire au sein du ministère fédéral de l'Intérieur, dirigé par Wolfgang Schäuble. Il est désigné délégué du gouvernement fédéral aux réfugiés et aux minorités nationales 1er février 2006, au sein de ce même ministère fédéral.
Il est reconduit dans l'ensemble de ses fonctions par Thomas de Maizière lorsque celui-ci remplace Schäuble le 28 octobre 2009. Le 3 mars 2011, le nouveau ministre, Hans-Peter Friedrich, le nomme délégué du gouvernement fédéral pour les Nouveaux Länder, en cumul de ses responsabilités précédentes. À la suite de la formation d'une grande coalition le 17 décembre 2013, Maizière redevient ministre fédéral, et le relève de ses fonctions de secrétaire d'État parlementaire. Parallèlement, le poste de délégué fédéral aux Nouveaux Länder est transféré au ministère fédéral de l'Économie et revient à Iris Gleicke. Il conserve ses responsabilités de délégué aux Rapatriés pendant un mois supplémentaire.